# Saulzet
Saulzet település Franciaországban, Allier megyében. Lakosainak száma 392 fő (2022. január 1.). Saulzet Escurolles, Gannat, Jenzat, Le Mayet-d’École, Mazerier és Monteignet-sur-l’Andelot községekkel határos.

## Népesség
A település népessége az elmúlt években az alábbi módon változott:
| Lakosok száma | 354  | 312  | 340  | 335  | 378  | 391  | 387  | 386  | 386  | 392  |
|               | 1968 | 1982 | 1990 | 2006 | 2013 | 2015 | 2017 | 2019 | 2020 | 2022 |